# Novyï Rozdil
Novyï Rozdil (en ukrainien : Новий Розділ) ou Novy Rozdol (en russe : Новый Роздол) est une ville de l'oblast de Lviv, en Ukraine. Sa population s'élevait à 27.841 habitants en 2022.

## Géographie
Novyï Rozdil est située à 5 km au nord-est de la commune urbaine de Rozdil, à 41 km au sud de Lviv et à 470 km à l'ouest de Kiev.

## Histoire
Dans la zone où se trouve aujourd'hui Novyï Rozdil, un des plus importants dépôts de soufre d'Europe est découvert, à une profondeur de −35 à −130 m, donc facile à exploiter. Le soufre étant une matière première stratégique pour l'industrie chimique et la défense, le ministère de l'Industrie chimique décide, en 1952, de construire une grande usine chimiques et des logements pour les travailleurs. L'usine chimique entre en activité en novembre 1958. Novyï Rozdil est fondée en 1953 et reçoit le statut de commune urbaine en 1959 et le statut de ville de 26 décembre 2002.

## Population
Recensements (*) ou estimations de la population :
| 1959* | 1970*  | 1979*  | 1989*  |
| ----- | ------ | ------ | ------ |
| 2 748 | 14 318 | 22 077 | 29 159 |

| 2001*  | 2011   | 2012   | 2013   |
| ------ | ------ | ------ | ------ |
| 28 227 | 28 554 | 28 765 | 28 797 |

## Jumelages
- Solnetchnogorsk (Russie)
- Police (Pologne)
- Pasewalk (Allemagne)